# Propstei (Trier)
Die Propstei ist eine Straße in Trier im Stadtteil Irsch. Sie verläuft zwischen der Irscher Straße und der Georgstraße, wo sie nahtlos in die Straße „Auf der Neuwies“ übergeht. Mit insgesamt vier Kulturdenkmälern ist die knapp 150 lange Straße die einzige denkmalgeschützte Straße in Irsch. Am nördlichen Ende der Straße liegt die Stadtteilkirche St. Georg und St. Wendelinus.
Namensgebend ist die an der Straße befindliche sogenannte Propstei, auch „Irscher Burg“ genannt. Dabei handelt es sich um das ehemalige Hofhaus der Trierer Abtei St. Martin, für dessen Verwaltung zeitweilig ein Propst zuständig war, weshalb es auch Propstei genannt wurde.